# Mrs. Dalloway (Film)
Mrs. Dalloway ist eine Verfilmung des gleichnamigen Romans von Virginia Woolf aus dem Jahr 1997 mit Vanessa Redgrave in der Titelrolle. Der Film entstand als britische, US-amerikanische und niederländische Koproduktion unter der Regie von Marleen Gorris.

## Handlung
London 1923: An einem Sommermorgen begibt sich Mrs. Dalloway, eine Dame der feinen Gesellschaft, auf den Weg zu einem Blumengeschäft. Für ihre am Abend stattfindende Party möchte sie noch ein paar Blumen kaufen. Sie liebt es, Partys zu geben, und freut sich schon darauf, ihre Gäste begrüßen zu dürfen. Im Blumengeschäft sieht sie durch das Schaufenster einen jungen Mann. Septimus Warren Smith, so sein Name, leidet an einer Kriegsneurose, seit er im Ersten Weltkrieg seinen Freund Evans an der Front verloren hat. Er glaubt, eine Mitschuld an dessen Tod zu tragen, und schleppt sich nunmehr mit Selbstmordgedanken herum. Seine italienische Frau Rezia hofft, ein Psychiater könne ihn von seinen Wahnvorstellungen und seiner Depression heilen. Septimus, der durch Straßenlärm immer wieder die Schüsse und Explosionen des Kriegs zu hören glaubt und in der Folge Evans vorwurfsvoll vor sich sieht, will jedoch nicht in ein Sanatorium eingewiesen werden. Auch sein neuer Psychiater Sir William Bradshaw kann ihn nicht überzeugen, rät ihm jedoch eindringlich, sich Ruhe zu gönnen.
Mrs. Dalloway ist unterdessen nach Hause zurückgekehrt. Dort stattet ihr Peter Walsh, ein alter Verehrer, unerwartet einen Besuch ab. Er war lange Zeit in Indien und hat sich dort in eine verheiratete Frau verliebt. Mrs. Dalloway freut sich ihn wiederzusehen und lädt ihn zu ihrer Party ein. Hatte sie bereits vor seinem Besuch in Erinnerungen geschwelgt, sehnt sie sich nun umso mehr nach der Zeit zurück, als man sie noch mit ihrem Vornamen Clarissa anredete. Auf dem Landsitz ihrer Familie hatte sie vor 30 Jahren mit Peter und ihrer Freundin Sally eine sorglose Zeit verlebt. Vor allem der freigeistigen Sally hatte sie sich nah gefühlt und mit ihr ihre glücklichsten Momente geteilt. Bei einer Abendgesellschaft tanzten sie einst eng miteinander im Garten und Sally gab ihr einen Kuss. Peter, der sich leidenschaftlich in Clarissa verliebt hatte, machte ihr den Hof. Dass er sie ganz für sich haben wollte, befremdete jedoch Clarissa, die sich von ihm nicht einengen lassen wollte. Sie heiratete schließlich den vernünftigen Richard Dalloway, der ihr Sicherheit bieten konnte und ihr den nötigen Freiraum ließ. In den darauffolgenden Jahren ist Richard zum einflussreichen Politiker aufgestiegen und aus Clarissa wurde die angesehene Mrs. Dalloway. Ihrer einzigen Tochter Elizabeth steht Mrs. Dalloway nicht wirklich nahe. Ihre Nächte verbringt sie seit langem allein. Zweifelnd darüber, ob sie mit Richard einst die richtige Wahl getroffen hat, freut sie sich umso mehr auf ihre Party, gibt sie ihrem Leben doch einen gewissen Sinn.
Septimus versucht derweil zu Hause etwas Ruhe zu finden. Als sein ehemaliger Psychiater Doktor Holmes vorbeikommt und gegen Rezias Willen darauf besteht, Septimus unverzüglich zu sehen, stürzt sich dieser aus dem Fenster und wird von einem Zaun aufgespießt.
Am Abend empfängt Mrs. Dalloway ihre Gäste, zu denen auch der Premierminister zählt. Mrs. Dalloway überkommen plötzlich Zweifel, dass ihre Party ein Erfolg wird. Eine Dame droht den Premierminister zu langweilen und Peter steht verloren im Raum. Als auch Sally, die nunmehr Lady Rosseter heißt und fünf Söhne zur Welt gebracht hat, eintrifft und sich zu Peter gesellt, atmet Mrs. Dalloway erleichtert auf. Sir William Bradshaw, der ebenfalls eingeladen ist, erzählt jedoch einem anderen Gast vom Selbstmord seines Patienten, und Mrs. Dalloway gerät in Panik. Auf ihrer Party möchte sie solche Geschichten nicht hören, ihre Gäste sollen sich schließlich amüsieren. Sie zieht sich daraufhin in ihr Schlafzimmer zurück und öffnet ein Fenster. Während Peter in der Bibliothek Sally gegenüber bedauert, dass Clarissa nicht ihn geheiratet hat, hat Mrs. Dalloway kurzzeitig das Bedürfnis, es dem jungen Mann gleichzutun und sich auf einen Zaun zu stürzen. Sie schließt jedoch das Fenster und kehrt zu ihren Gästen zurück. Richard fordert daraufhin Sally zum Tanz auf. Mrs. Dalloway tanzt mit Peter.

## Hintergrund

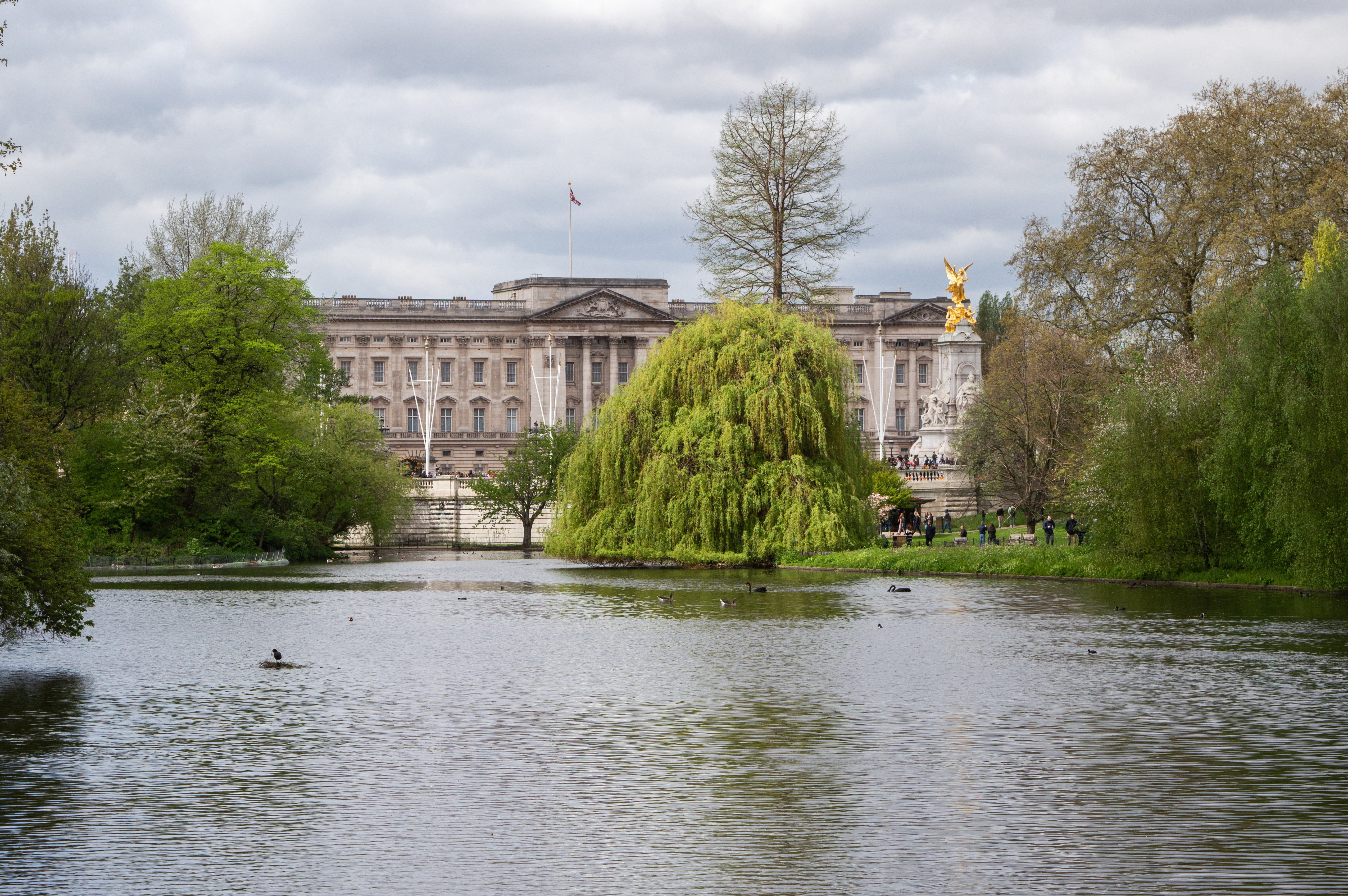
Der St. James’s Park in London, ein Drehort des Films

Mit dem Anliegen, Virginia Woolfs Roman Mrs. Dalloway zu verfilmen, wandte sich Vanessa Redgrave an Eileen Atkins, die für sie ein geeignetes Drehbuch schreiben sollte. Atkins hatte am Theater zuvor bereits Erfahrungen mit Woolfs Werken gesammelt. So hatte sie A Room of Her Own, eine One-Woman-Show über Woolf, geschrieben und auf die Bühne gebracht. Zusammen mit Redgrave hatte sie wiederum mit Vita and Virginia ein Bühnenstück über Virginia Woolfs Affäre mit Vita Sackville-West verfasst und aufgeführt. Mit der Inszenierung von Mrs. Dalloway betrauten Redgrave und Atkins die niederländische Regisseurin Marleen Gorris, die 1996 für ihren Film Antonias Welt einen Oscar in der Kategorie Bester fremdsprachiger Film erhalten hatte. Redgrave stand von Anfang an für die Titelrolle fest. Das Budget lag bei 4,5 Millionen US-Dollar.
Die Dreharbeiten fanden von Ende Juli bis Ende September 1996 an Originalschauplätzen in London und in den Shepperton Studios statt. Drehorte waren unter anderem der St. James’s Park und die Londoner Einkaufspassage Burlington Arcade.
Seine Premiere feierte der Film Anfang September 1997 auf dem Filmfestival von San Sebastián. Noch vor der Veröffentlichung in den Produktionsländern (Großbritannien, Vereinigte Staaten und Niederlande) kam Mrs. Dalloway am 4. September 1997 in die deutschen Kinos. 2005 erschien die Literaturverfilmung in Deutschland auf DVD und 2018 auch auf Blu-ray.

## Kritiken
Für das Lexikon des internationalen Films war Mrs. Dalloway eine „Literaturverfilmung mit einigen inszenatorischen Schwächen, die jedoch durch die psychologisch differenziert beschriebene Gefühlsverwirrung der zentralen Figur sowie die virtuose Interpretationskunst der Hauptdarstellerin fesselt“.
Laut Cinema sei der Film in „Ausstattung, Dramaturgie, Rhythmus und Besetzung perfekt“. „Gekonnt“ seien auch „die Wechsel der Zeitebenen“ und „geschickt die Verknüpfung der verschiedenen Erzählstränge“. Die langsame Erzählweise und „die scheinbare Handlungsarmut der Story um den Widerspruch zwischen schönem Schein und wahren Wünschen“ wurden von Cinema als „[e]twas problematisch“ angesehen. Alles in allem sei der Film aber lohnenswert. Vanessa Redgrave sei „gewohnt souverän“.
Elke Schmitter schrieb 1997 für Die Zeit, Marleen Gorris’ Adaption, die „in Farben und Kleidern schwelgt“, sei „ein idealer“ und „ungemein kluger Ausstattungsfilm über eine Gesellschaftsschicht, die in ihrer Ausstattung ertrinkt.“ Vanessa Redgrave sei jedoch in ihrer Rolle „ein bißchen zu sympathisch“. Emanuel Levy von Variety meinte wiederum, Redgrave sei „perfekt besetzt“ als ältere Dame der feinen Gesellschaft in diesem „sehr romantischen“ und „tief melancholischen Drama“. Mit ihrer „sehr musikalischen und klangvollen Stimme“ vermittle sie „auf brillante Art und Weise Mrs. Dalloways wechselvolle Gefühle“.

## Auszeichnungen
Beim Filmfestival von San Sebastián nahm der Film am Wettbewerb um die Goldene Muschel teil, unterlag jedoch Claude Chabrols Das Leben ist ein Spiel. 1999 wurde Eileen Atkins mit dem Evening Standard British Film Award in der Kategorie Bestes Drehbuch ausgezeichnet.

## Deutsche Fassung
Die deutsche Synchronfassung entstand bei der Studio Babelsberg Synchron. Für das Dialogbuch und die Dialogregie war Joachim Kunzendorf verantwortlich.
| Rolle                   | Darsteller            | Synchronsprecher    |
| ----------------------- | --------------------- | ------------------- |
| Mrs. Clarissa Dalloway  | Vanessa Redgrave      | Barbara Adolph      |
| junge Clarissa          | Natascha McElhone     | Claudia Lehmann     |
| Peter Walsh             | Michael Kitchen       | Friedhelm Ptok      |
| junger Peter            | Alan Cox              | Viktor Neumann      |
| Lady Rosseter           | Sarah Badel           | Roswitha Hirsch     |
| junge Sally             | Lena Headey           | Carola Ewert        |
| Richard Dalloway        | John Standing         | Wolfgang Condrus    |
| junger Richard          | Robert Portal         | Matthias Klages     |
| Hugh Whitbread          | Oliver Ford Davies    | Helmut Ahner        |
| Septimus Warren Smith   | Rupert Graves         | Patrick Winczewski  |
| Lady Bruton             | Margaret Tyzack       | Tilly Lauenstein    |
| Sir William Bradshaw    | Robert Hardy          | Werner Ehrlicher    |
| Miss Kilman             | Selina Cadell         | Sonja Deutsch       |
| Lucy                    | Amanda Drew           | Andreschka Großmann |
| Tante Helena            | Phyllis Calvert       | Anne Wollner        |
| Lionel, Clarissas Vater | John Franklyn-Robbins | Erhard Köster       |
| Joseph Breitkopf        | Rupert Baker          | Ernst Meincke       |
| Doktor Holmes           | Denis Lill            | Raimund Krone       |